# The Passion 2017
The Passion 2017 was de uitvoering op 13 april 2017 van muzikaal-bijbels spektakel The Passion. Het openluchtevenement vindt in Nederland sinds 2011 jaarlijks plaats op Witte Donderdag. Ditmaal was Leeuwarden gaststad. Het podium van de voorstelling stond op het Wilhelminaplein. De televisie-uitzending ervan werd verzorgd door de christelijke omroepen EO en KRO-NCRV.

## Voorgeschiedenis
In oktober 2016 werd bekend dat Leeuwarden gastheer zou zijn voor de zevende editie van The Passion. Leeuwarden had zichzelf niet aangemeld voor het gastheerschap maar de stad werd benaderd door de omroep. De uitvoering van The Passion werd in Leeuwarden gezien als een opmaat naar de activiteiten van de plaats als culturele hoofdstad van Europa in 2018.
Het podium werd opgebouwd op het Wilhelminaplein, waar 12.000 mensen op pasten. Er kwamen uiteindelijk in totaal 16.000 bezoekers naar de stad. Voor het overschot werd er een overloopterrein ingericht op het Oldehoofsterkerkhof waar de uitzending op beeldscherm gevolgd kon worden.

## Locaties
- Wilhelminaplein — Locatie hoofdpodium, tevens finale
- Cambuurstadion — Start van de processie, tevens laatste avondmaal
- Muziekkoepel Prinsentuin — Bergrede
- Oldehoofsterkerkhof — Duet Jezus & Petrus
- Huis voor de Wadden — Lied Maria: Heb het leven lief
- Blokhuispoort — Tuin van Getsemane

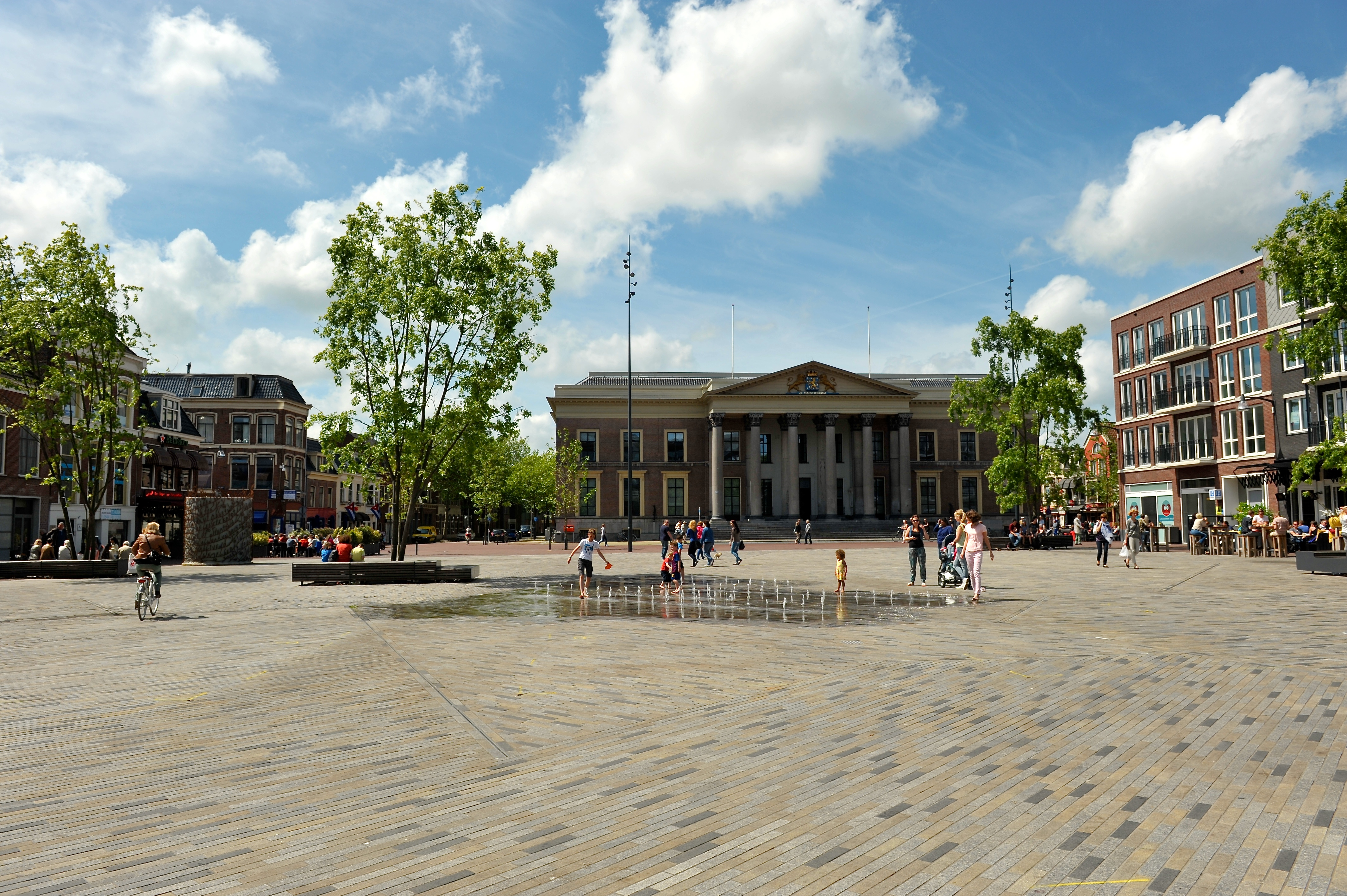
Wilhelminaplein
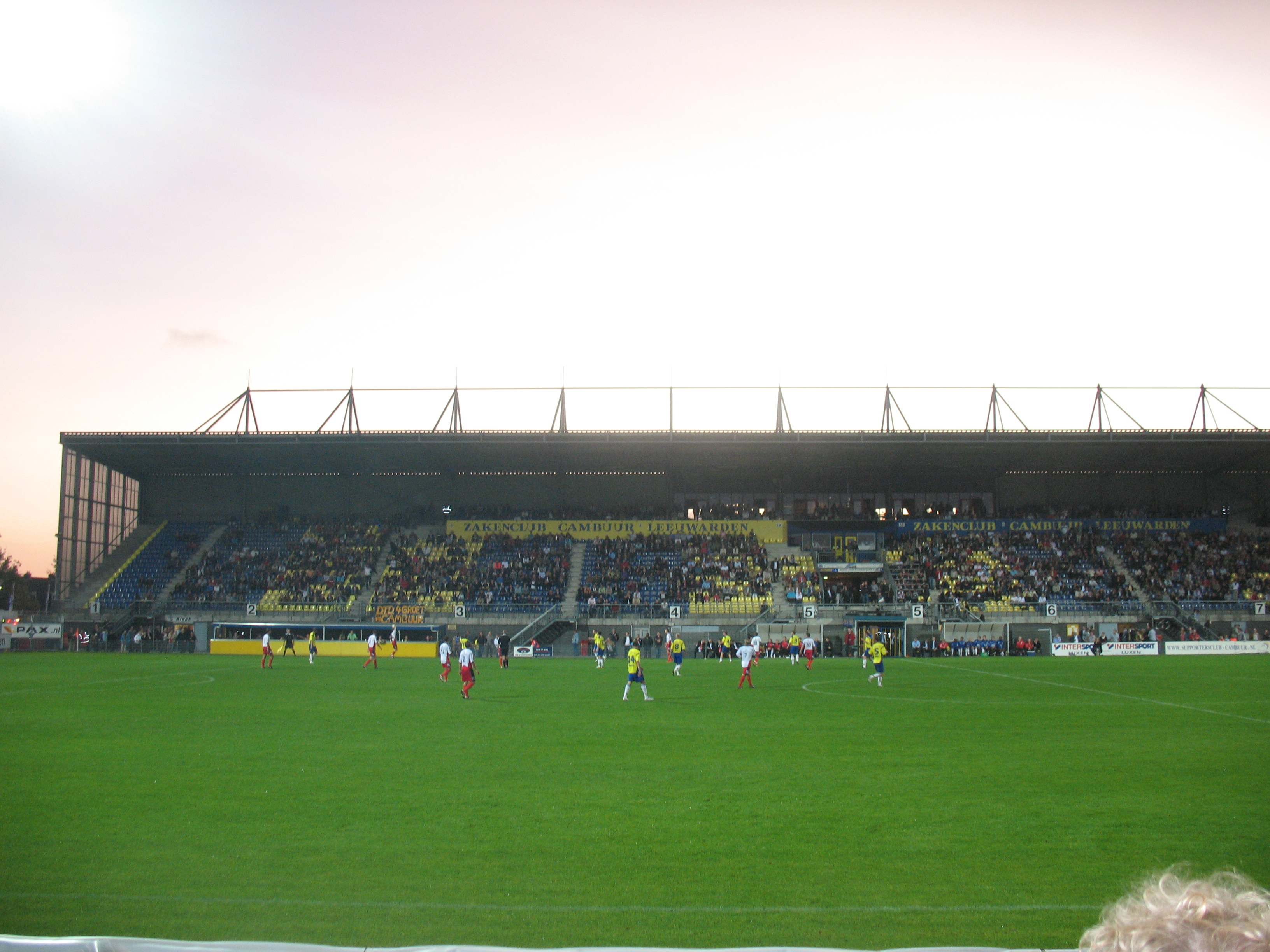
Cambuurstadion
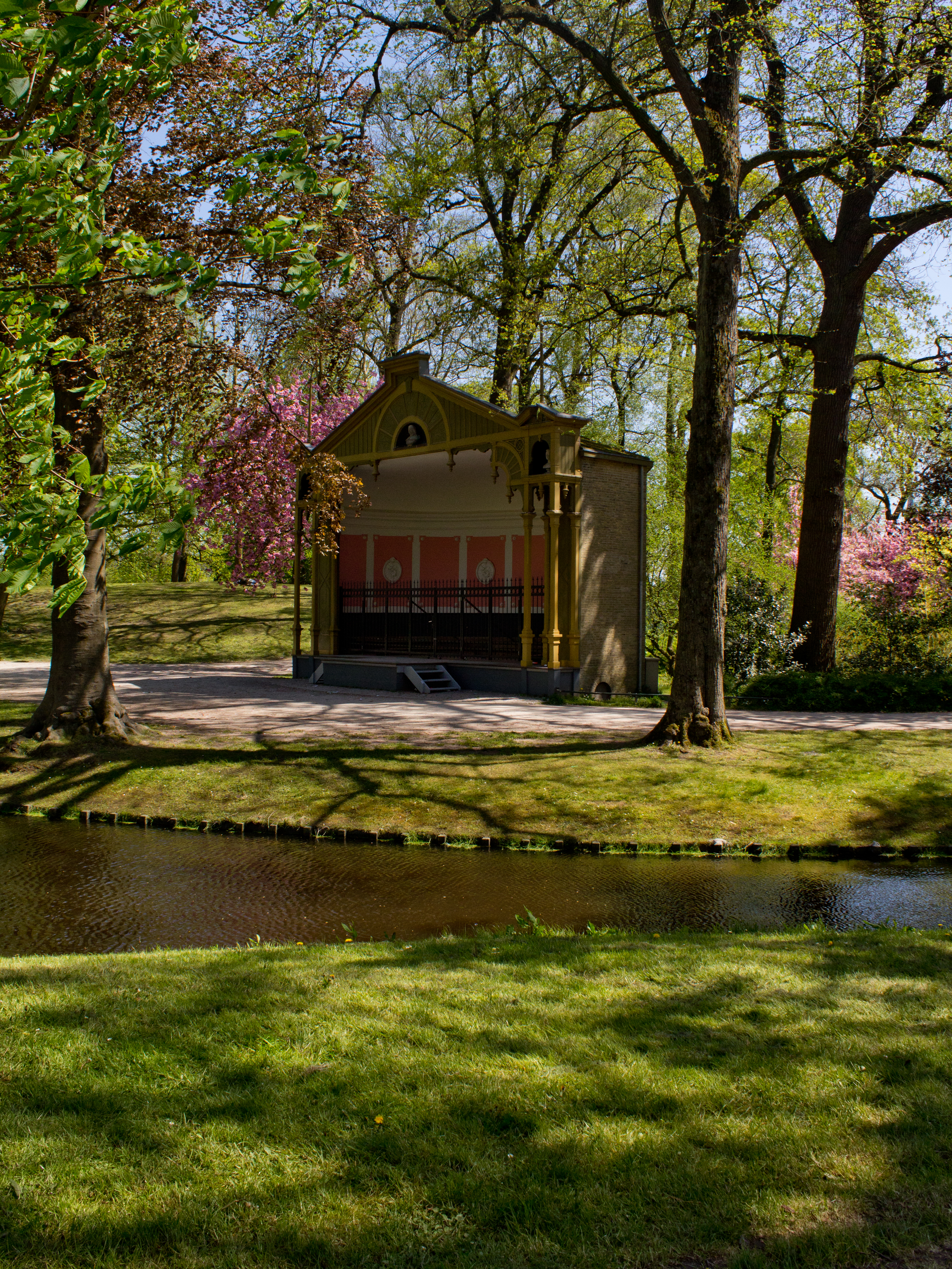
Muziekkoepel Prinsentuin
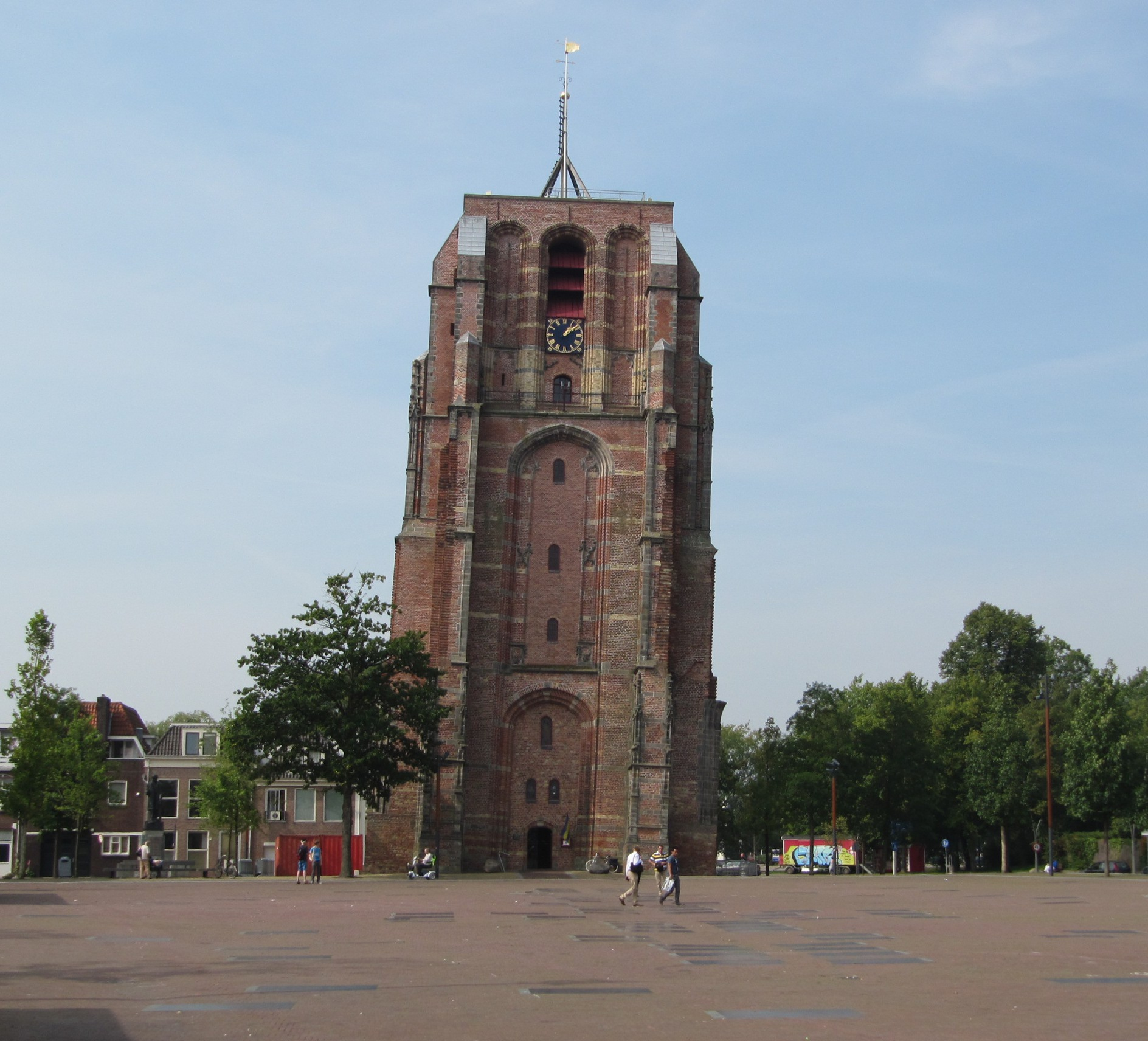
Oldehoofsterkerkhof
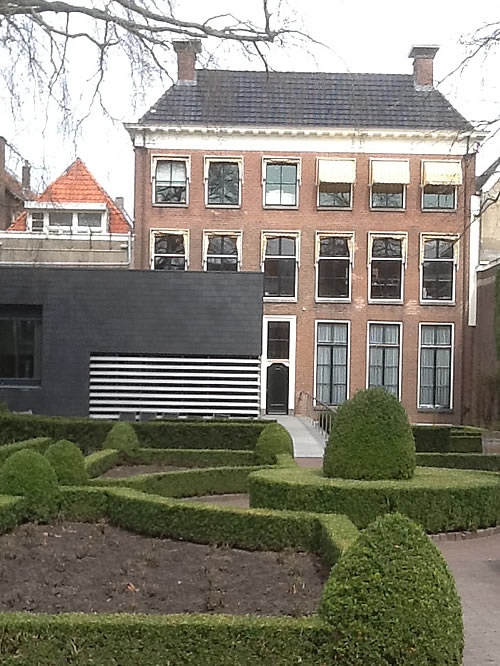
Huis voor de Wadden
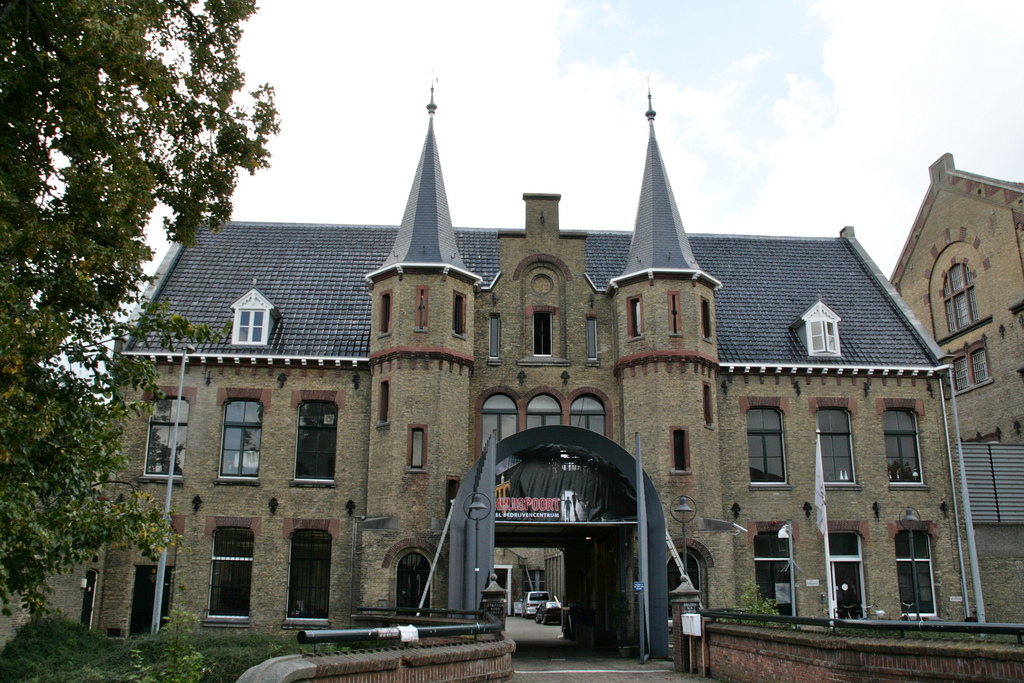
Blokhuispoort

## Rollen
| Rol               | Naam                  |
| ----------------- | --------------------- |
| Jezus             | Dwight Dissels        |
| Maria             | Elske DeWall          |
| Petrus            | Omri Tindal           |
| Verteller         | Remco Veldhuis        |
| Verslaggever      | Kefah Allush          |
| Judas             | Roel van Velzen       |
| Pilatus           | Johnny Kraaijkamp jr. |
| Barabbas          | Yuri van Gelder       |
| Discipel          | Sonja Silva           |
| Discipel          | Liza Sips             |
| Discipel          | Iris van Geffen       |
| Discipel          | Gaby Blaaser          |
| Discipel          | Hugo Metsers jr.      |
| Discipel          | Stefan Stasse         |
| Discipel          | Robin Boissevain      |
| Discipel          | Curt Fortin           |
| Discipel          | Daan Boom             |
| Discipel          | Eugène J. Jans        |
| Misdadiger        | Miro Kloosterman      |
| Misdadiger        | Poal Cairo            |
| Marktkoopman      | Piet Paulusma         |
| Klant             | Syb van der Ploeg     |
| Politieagent      | André van der Toorn   |
| Politieagent      | Toprak Yalçiner       |
| Politieagent      | Sergio IJssel         |
| Overspelige vrouw | Melody Klaver         |
| Petrus-herkenner  | Evelien de Bruijn     |
| Petrus-herkenner  | Mirella van Markus    |
| Petrus-herkenner  | Giel Beelen           |

## Muzieknummers
| Titel                     | Oorspronkelijke artiest | Gezongen door                                  |
| ------------------------- | ----------------------- | ---------------------------------------------- |
| Beter                     | BLØF                    | Dwight Dissels, Roel van Velzen en Omri Tindal |
| In nije dei               | De Kast                 | Elske DeWall                                   |
| Ik huil alleen bij jou    | Ali B en Diggy Dex      | Dwight Dissels en Omri Tindal                  |
| Dichterbij dan ooit       | BLØF                    | Dwight Dissels                                 |
| Wêr bisto                 | Twarres                 | Elske DeWall                                   |
| Ik kan het niet alleen    | Marco Borsato           | Dwight Dissels                                 |
| Heb het leven lief        | Liesbeth List           | Elske DeWall                                   |
| Stilte voor de storm      | Marco Borsato           | Dwight Dissels en Roel van Velzen              |
| Zwart wit                 | Frank Boeijen Groep     | Dwight Dissels en Johnny Kraaijkamp jr.        |
| Niemand                   | Marco Borsato           | Roel van Velzen en Omri Tindal                 |
| Kan ik iets voor je doen? | De Dijk                 | Remco Veldhuis                                 |
| Dat ik je mis             | Maaike Ouboter          | Elske DeWall                                   |
| Kan ik iets voor je doen? | De Dijk                 | Dwight Dissels                                 |

## Trivia
- Kefah Allush, deze editie de verslaggever, was tot en met 2014 de eindredacteur van The Passion